# Cratere Cabannes
Cabannes è un cratere lunare di 81,3 km situato nella parte sud-orientale della faccia nascosta della Luna, ad ovest del cratere Bellinsgauzen e a nord della grande formazione del cratere Antoniadi.
La formazione non è tuttavia stata significativamente danneggiata da impatti successivi, ad eccezione del bordo con un piccolo cratere proprio all'estremo meridionale. Il cratere satellite Cabannes J è a contatto con il bordo sudoccidentale, tra Cabannes ed il cratere Berlage.
Il cratere è dedicato al fisico francese Jean Cabannes.

## Crateri correlati
Alcuni crateri minori situati in prossimità di Cabannes sono convenzionalmente identificati, sulle mappe lunari, attraverso una lettera associata al nome.
| Cabannes | Coordinate             | Diametro (in km) |
| -------- | ---------------------- | ---------------- |
| J        | 62°15′36″S 167°18′36″W | 34,11            |
| M        | 64°19′12″S 170°12′36″W | 47,91            |
| Q        | 63°30′00″S 174°52′12″W | 49,63            |